# Kleihues + Kleihues
Kleihues + Kleihues ist ein 1996 gegründetes deutsches Architekturbüro mit Hauptsitz in Berlin-Charlottenburg.

## Geschichte
Das Büro wurde 1996 von Josef Paul Kleihues und Jan Kleihues mit Norbert Hensel gegründet und geht auf die seit 1962 bestehende Einrichtung des Architekten und Stadtplaners Josef Paul Kleihues zurück. Josef P. Kleihues und Jan Kleihues sind für das Gestalterische verantwortlich. Beide entwerfen unabhängig voneinander, nur die Infrastruktur wird gemeinsam genutzt. Nach dem Tod von Josef Paul Kleihues im Sommer 2004 führen Jan Kleihues und Norbert Hensel das Büro fort. Weitere Partner sind Michael Alshut, Johannes Kressner und Götz Kern. Seit 2023 sind Manfred Kruschwitz und Sebastian Knorr assoziierte Partner. Das Unternehmen firmiert deshalb vollständig unter Kleihues + Kleihues – Gesellschaft von Architekten mbH.

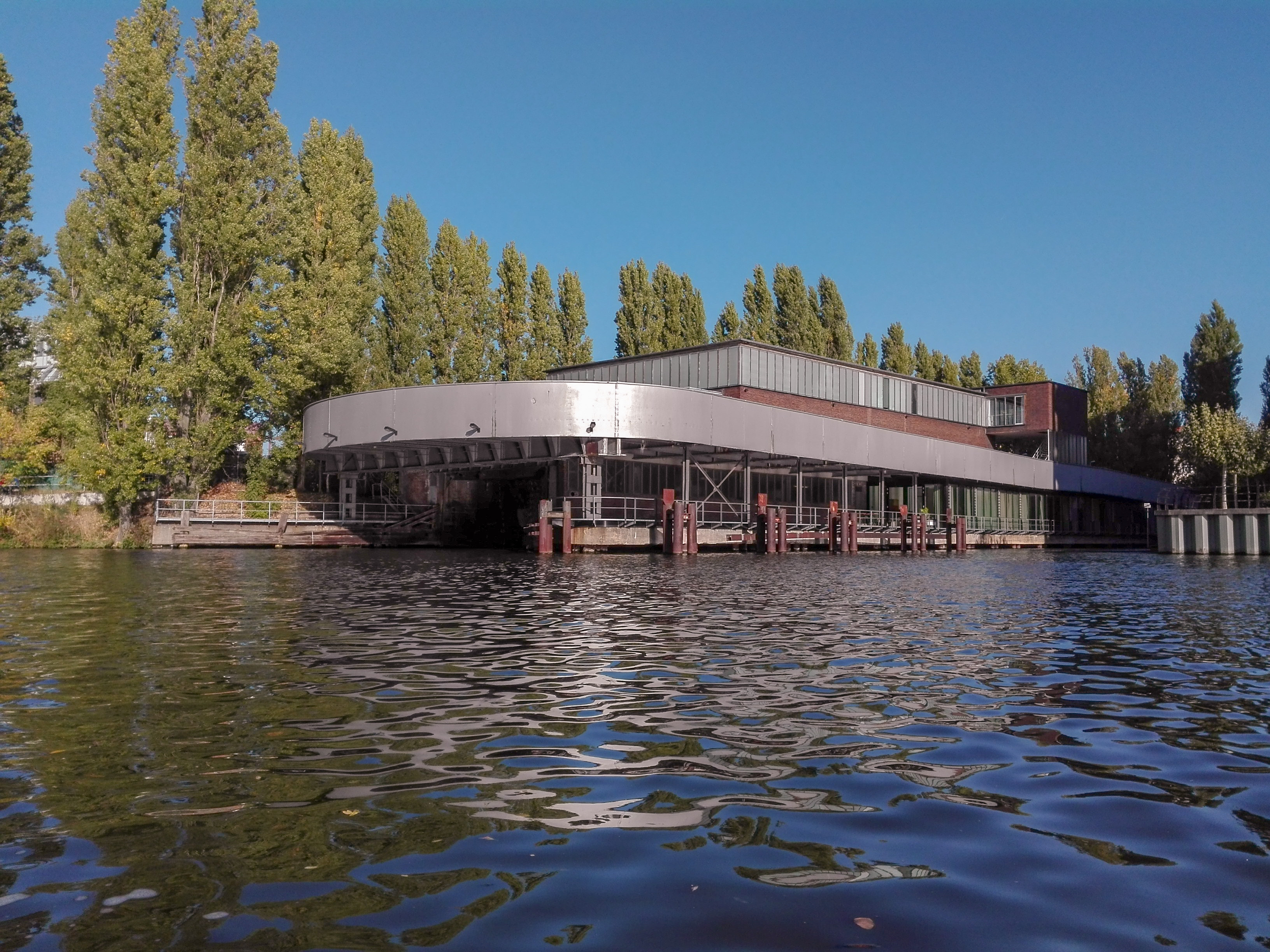
Ehem. Müllverladestation

Standorte werden in Berlin, Dülmen-Rorup, und Münster unterhalten. Das Berliner Büro befindet sich in einer ehemaligen Müllverladestation in Charlottenburg-Wilmersdorf am Zusammenfluss von Spree, Landwehrkanal und Charlottenburger Verbindungskanal. Das Gebäude wurde 1935/1936 von Paul Baumgarten errichtet und steht als Beispiel des Neuen Bauens unter Denkmalschutz. Eine Niederlassung in Tripolis, wo das Büro mit dem Bau des Tower 69 beauftragt war, wurde 2011 geschlossen. Der Tower 69 sollte mit 277 Metern und 69 Geschossen das höchste Gebäude Afrikas werden. Jedoch kam das Projekt über das Einrichten der Baustelle nicht hinaus. 2016 wurde nach dem Masterplan von Jan Kleihues die Zentrale des Bundesnachrichtendienstes (BND) in Berlin fertiggestellt. Mit einem abschließend genehmigten Gesamtkostenrahmen von 1,086 Milliarden Euro ist der BND-Neubau-Komplex bis dato das größte Bauprojekt des Bundes. Eine umfassende Publikation zum Neubau wurde 2018 in der Zentrale des Bundesnachrichtendienstes vorgestellt.
Ein großer Teil der Aufträge ist das Ergebnis von Wettbewerben. Das Aufgabenspektrum umfasst die Planung und Bauleitung von Hochbauten und Innenräumen, die Konzeption von Freianlagen, das Entwickeln städtebaulicher Lösungen und das Erstellen von Gutachten. Seit 2003 arbeitet das Büro mit einem zertifizierten Managementsystem nach aktuell DIN EN ISO 9001:2015. Im Jahre 2008 wurde das Unternehmen Mitglied der Deutschen Gesellschaft für nachhaltiges Bauen (DGNB) und es ist Gründungsmitglied der BIM-Allianz.

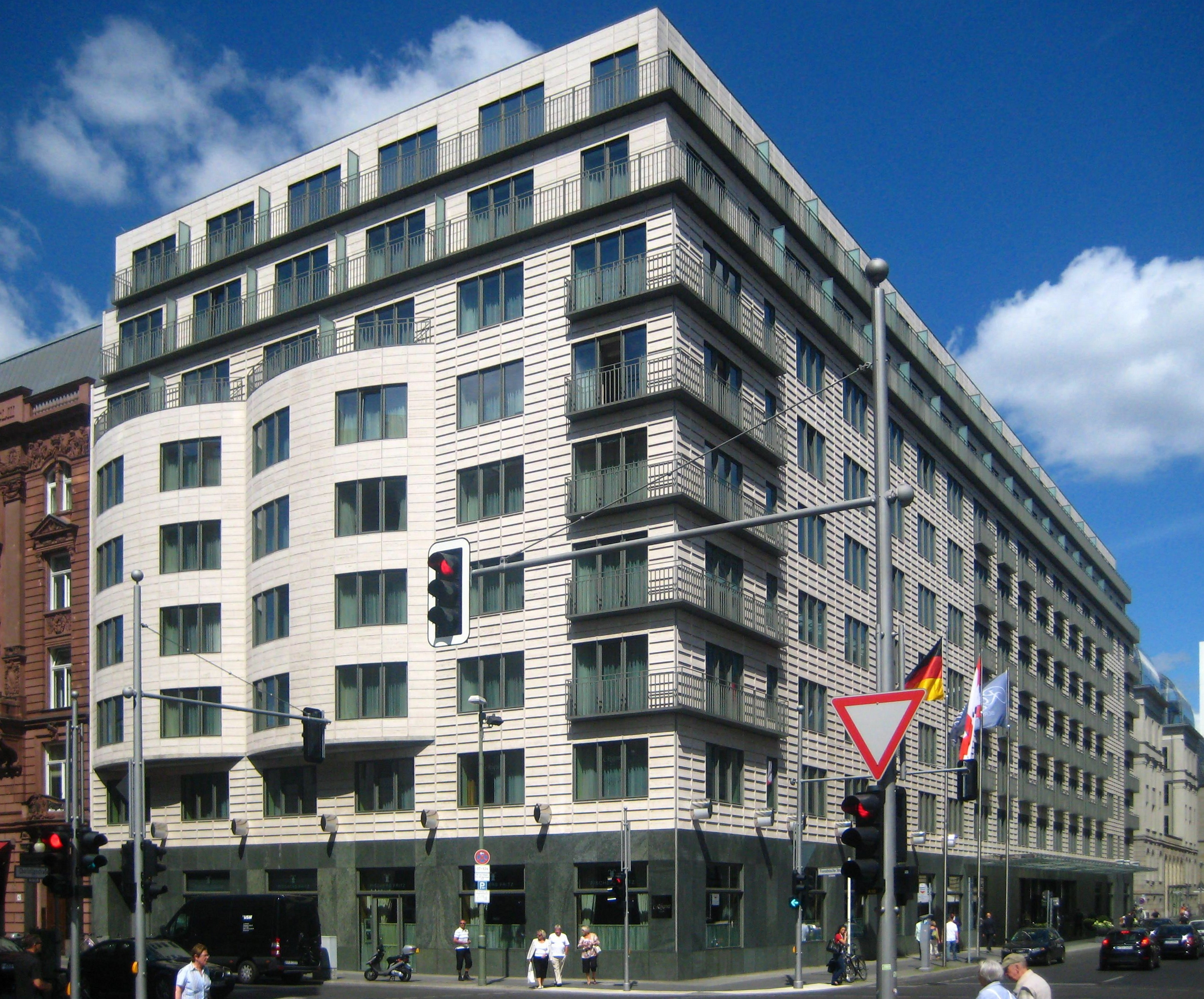
The Regent am Gendarmenmarkt

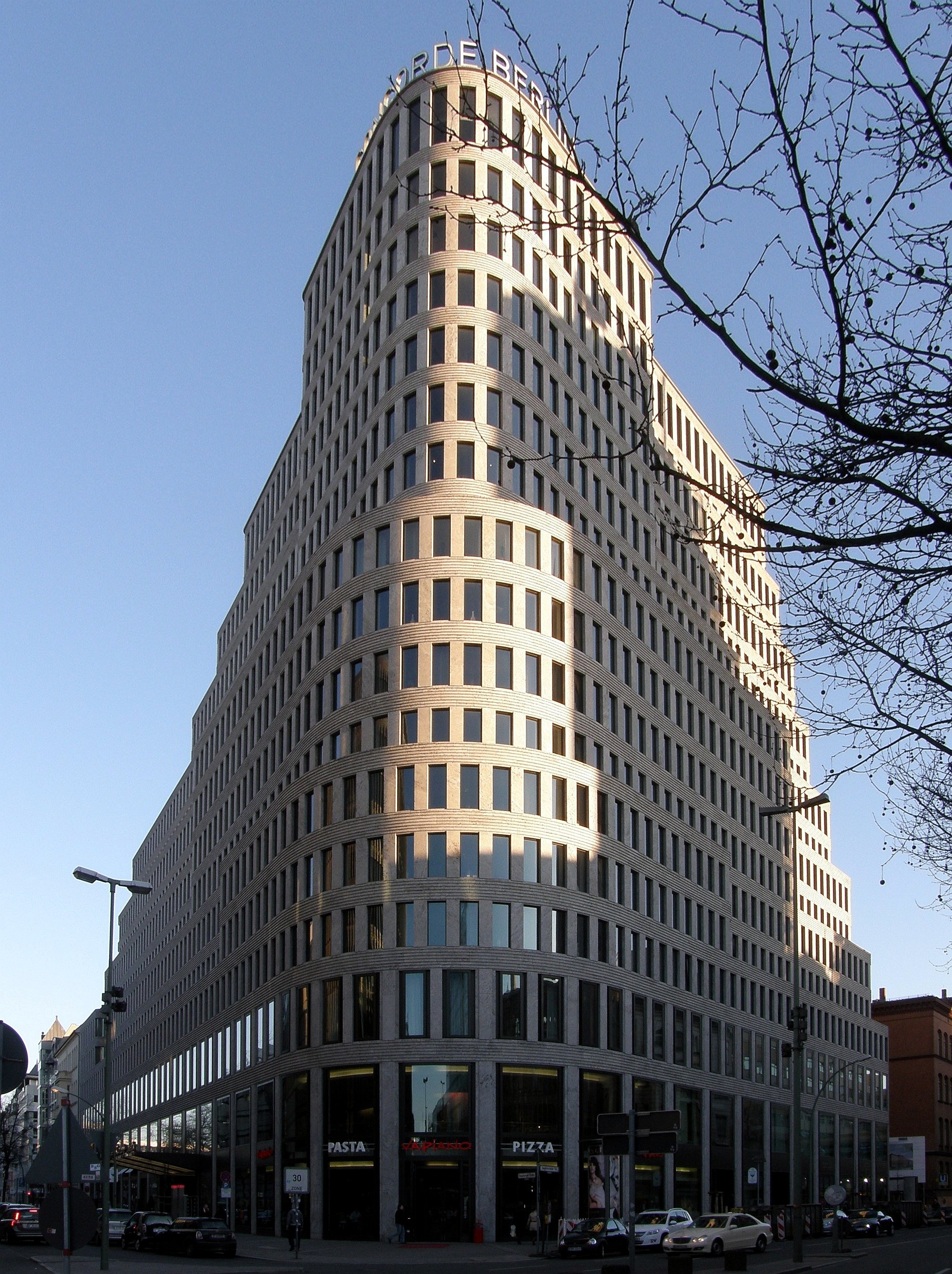
Concorde Hotel

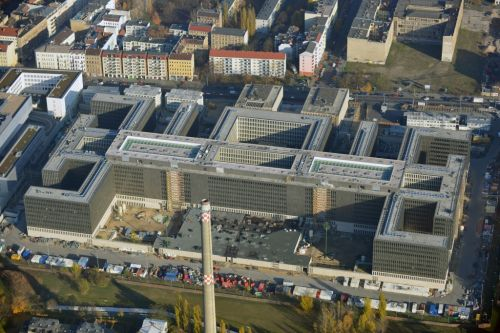
Luftbild Neubau der BND-Zentrale Berlin 2012

## Realisierte Bauten (Auswahl)
- in Planung: Wieweil, Berlin[11]
- in Planung: G5, Berlin[12]
- in Bau: Bürogebäude am Mittelhafen, Münster
- in Bau: Bürohochhaus Upbeat am Nordhafen, Berlin
- in Bau: Pergamonmuseum, Berlin (Werkgemeinschaft Pergamon)
- in Bau: Kudamm Karree Berlin
- 2020: Neubau der Sparkassen-Hauptstelle, Bocholt
- 2019: Kontor am Kai, Phoenix-See, Dortmund
- 2019: Fassadensanierung der Bettentürme des Zentralklinikums des UK Münster
- 2019: Bürogebäude am Kunstcampus, Berlin
- 2018: B&B Hotel Charlottenburg, Berlin
- 2018: Alsterhaus, Hamburg
- 2008–2016: Neubau Zentrale des Bundesnachrichtendienstes in der Chausseestraße, Berlin[13]
- 2015: Büro- und Verwaltungsgebäude für die Kassenärztliche Vereinigung Brandenburg (KVBB) und die Landesärztekammer Brandenburg (LÄKB)
- 2015: Krausenhöfe, Berlin
- 2015: Verwaltungsgebäude der Deutschen Hypo, Hannover
- 2014: Kröpcke-Center, Hannover
- 2013: Haus am Max-Reinhardt-Platz, Berlin

- 2009–2012: Kröpcke-Center, Hannover
- 2011: Hotel H10, Berlin
- 2008–2011: House of Finance, Frankfurt am Main
- 2009: Schaulager des Museums für Industrie und Arbeit, Rodengo (Kleihues + Schuwerk)
- 2009: Kaufhaus Königsallee, Düsseldorf
- 2005–2007: Museum für Arbeit und Industrie ‚Eugenio Battisti‘ in Brescia, Italien (Kleihues + Schuwerk)
- 2007: Tower at Suk Al Thalath Al Gadeem, Tripolis/Libyen[14]
- 2003–2006: Umbau und Erweiterung Galeria Kaufhof am Alexanderplatz in Berlin-Mitte[15]
- 2002–2005: Hotel Concorde, Berlin-Charlottenburg
- 2005: Maritim Kongresshotel, Berlin
- 2001–2001: Villa Am Kleinen Wannsee 20, Berlin-Wannsee[16]
- 2000–2006: Münster-Arkaden, Münster (Westfalen)
- 2000–2002: Bendix Gymnasium, Dülmen
- 1999–2002: Gymnasium Dionysianum, Rheine
- 1999–2001: Wohn- und Geschäftshaus Leipziger Platz, Berlin-Mitte
- 1999–2001: Villa Joop, Wohnhaus mit Gewerbeeinheit für Wolfgang Joop in Potsdam
- 1997–2001: Umbau und Erweiterung für das Bundesministerium für Arbeit und Soziales, Berlin, 1. Bauabschnitt
- 1998–1999: Fiege Systemzentrale, 10-geschossiger Verwaltungsbau in Greven
- 1996–1998: Maria-Sibylla-Merian-Gymnasium, Telgte

Bauten vor 1996 als Büro Josef Paul Kleihues (1969–1996), Kleihues & Krebs (1970), Kleihues & Moldenschardt (1962–1968) 

## Wettbewerbe (Auswahl)
- 2024: Bechsteincampus, Berlin (3. Preis)[17]
- 2020: Altes Polizeipräsidium (2. Preis)
- 2020: Siemensstadt 2.0 (2. Preis)
- 2019: Future City West, München (3. Preis (Realisierungsteil) + 4. Preis (Ideenteil))
- 2018: Hochhaus am Nordhafen, Berlin (1. Preis)
- 2018: Revolution of Dignity Museum Kiew | Ukraine (1. Preis)
- 2018: iCampus Rhenania, München (2. Preis)
- 2017: Neubau Wissenschaftsgebäude Biodiversität der Freien Universität, Berlin (3. Preis)
- 2017: Prinzenhof, Berlin (2. Preis)
- 2017: Hotel- und Bürohochhaus, Frankfurt am Main (2. Preis)
- 2017: Typenhochhaus (2. Preis)
- 2017: Turm am Mailänder Platz, Stuttgart (3. Preis)
- 2016: Wohnhochhaus am Theodor-Loos-Weg, Berlin (3. Preis)
- 2016: Garden Campus, Vaihingen (Preisgruppe)
- 2016: WerkBundStadt, Berlin
- 2015: Neubau der Sparkassen-Hauptstelle, Bocholt (1. Preis)
- 2015: Hafentor Münster (1. Preis)
- 2015: Hotel- und Büroneubau Grand Central, Berlin (Preisgruppe)
- 2014: Wohnhochhaus am Alexanderplatz, Berlin (2. Preis)
- 2013: Neubau Bürogebäude der Volksbank Rhein-Ruhr eG, Duisburg (1. Preis)
- 2013: International Creative Union Center, Haining  China (2. Preis)
- 2013: Verwaltungsgebäude Mecklenburgische Versicherung, Hannover (1. Preis)
- 2011: Neubau für die Fakultät Informatik und Mathematik Regensburg (2. Preis)
- 2010: Europaviertel Freiburg (1. Preis)
- 2010: Quartier am Karlsplatz, Stuttgart (2. Preis)
- 2010: Freiheits- und Einheitsdenkmal, Berlin
- 2009: Stadthaus am Markt, Frankfurt am Main (2. Preis)
- 2008: Mystetskyj Arsenal Kiew, Ukraine (4. Preis) (Kleihues + Schuwerk)
- 2008: Wertheim Areal am Leipziger Platz, Berlin (1. Preis)
- 2008: Bürohaus im Nikolai-Viertel, Hamburg (1. Preis)
- 2008: Historisches Museum, Frankfurt am Main (2. Preis)
- 2008: Humboldt-Forum im Schlossareal, Berlin (3. Preis)
- 2004: Museum für Arbeit und Industrie, Brescia (1. Preis) (Kleihues + Schuwerk)

## Auszeichnungen (Auswahl)
- 2024: BDA Architekturpreis Bochum 2023 für das Projekt Wohnanlage K111, Herne[18]
- 2020: Auszeichnung vorbildlicher Bauten in Nordrhein-Westfalen für die Fassadensanierung der Bettentürme des Zentralklinikums des Universitätsklinikum Münster[19]
- 2013: Schulbaupreis NRW für das St. Josef Gaymnasium, Bocholt[20]
- 2012: AIT-Award in der Kategorie 'Hotel' für das H10, Berlin[21]
- 2006: Architekturpreis Berlin für das Hotel Concorde, Berlin
- 2006: Ventanas al futuro de la architetura, Buenos Aires, Argentinien
- 2007: Immobilienawardberlin für den Umbau und die Erweiterung der Galeria Kaufhof Berlin-Alexanderplatz
- 2007: Vier Auszeichnungen des Deutschen Naturstein-Preises für vier Bauten, darunter drei in Berlin[22]
- 2006: Architekturpreis der Stiftung Reiners für das Haus am kleinen Wannsee, Berlin
- 2006: Design Award der Wüstenrot Stiftung für das Bendix-Gymnasium in Dülmen
- 2004: AIT Light Building, Auszeichnung für das Bundesministerium für Arbeit und Soziales in Berlin
- 2003: Goldene Medaille Rheine für das Gymnasium Dionysianum Rheine
- 2003: BDA Anerkennung für die Fiege Zentrale in Greven
- 2002: Reddot Award für das Projekt: Straßenpoller